# Pfarrkirche Pregarten

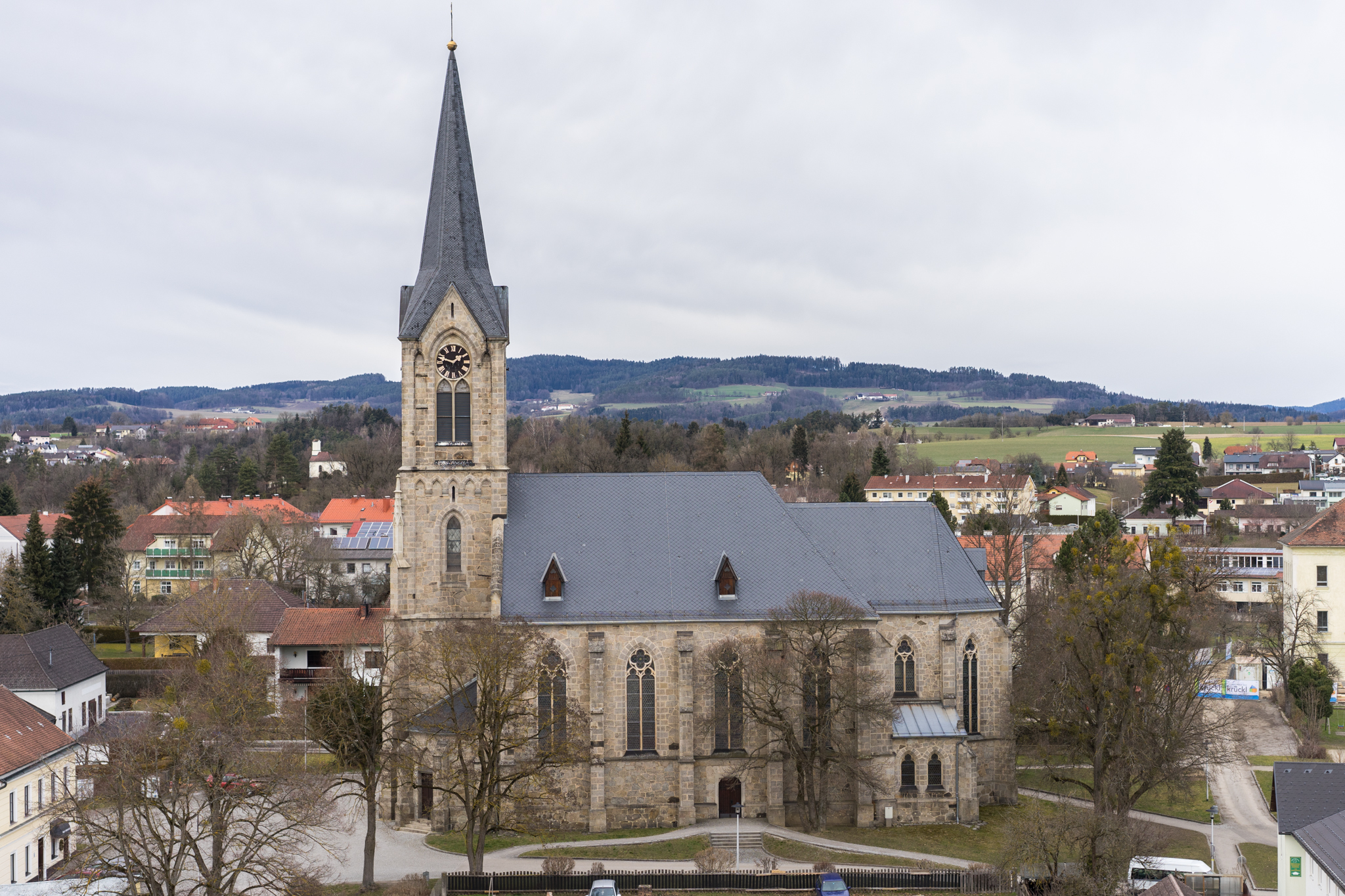
Pfarrkirche Pregarten

Die Pfarrkirche Pregarten steht in der Stadt Pregarten im unteren Mühlviertel in Oberösterreich. Die römisch-katholische Pfarrkirche hl. Anna gehört zum Dekanat Gallneukirchen in der Diözese Linz. Die Kirche steht unter Denkmalschutz.

## Geschichte
Nachdem die alte St.-Anna-Kirche am heutigen Stadtplatz aufgrund wachsender Bevölkerung zu klein geworden war, entschloss man sich für einen Neubau. Die neue, neugotische dreischiffige und vierjochige Kirche mit Kreuzrippengewölbe wurde zwischen 1893 und 1897 nach Plänen von Dombaumeister Otto Schirmer erbaut. Das wesentliche Element des Baus aus Quaderblöcken und Bruchsteinen bildet der aus der Westfassade über dem Eingang errichtete Kirchturm mit Spitzdach.
Am 28. August 1897 wurde die Pfarrkirche feierlich eingeweiht. Ihre Schutzpatronin ist die Hl. Anna, deren Statue sich im oberen Teil des Hochaltars befindet. Die Figur links vom Tabernakel stellt den Hl. Joachim (= Gatte von Anna) dar, und die Figur rechts ist der Hl. Johannes der Täufer.
Der linke Seitenaltar zeigt die Gottesmutter Maria und der rechte den Hl. Josef. Für die – im 19. und 20. Jh. sonst seltenen – Steinaltäre verwendete man weißen Marmor aus Carrara in Italien. Hergestellt wurden die Altäre und Statuen in Innsbruck. Mauern und Säulen sind aus Granit. Die alte Kirche auf dem Marktplatz wurde 1903 abgerissen und an der Stelle des alten Kirchenstandorts eine Mariensäule errichtet, die heute noch den Stadtplatz prägt.
Das Gotteshaus hat eine Länge von 40 m und misst 21 m in der Breite. Der Turm an der Westseite ist 56 m hoch. In der Kreuzkugel befinden sich Urkunden und Münzen aus der Zeit der Erbauung. Die Glocken wurden in St. Florian gegossen, die Orgel stammt von Orgelbaumeister Breinbauer aus Ottensheim. Das Holzkreuz über dem Volksaltar stammt noch von der früheren St.-Anna-Kirche und stellt eine Tradition von der alten zur neuen Kirche her. Die Neugestaltung des Innenraums stammt von Herbert Friedl.
Die alte Kirche wurde 1903 abgebrochen, eine Mariensäule erinnert an den ehemaligen Standort.